# نانوسلولز
نانوسلولز (Nanocellulose) عبارتی است که برای اشاره به سلولز با ساختاری نانو بکار می‌رود. از جمله عبارت‌های معادل این مفهوم می‌توان به سلولز نانوفیبری (CNF)، سلولز با رگه‌های مایکرو (MFC)، سلولز با بلورهای نانو (NCC) و نانوسلولز باکتریایی (BNC) اشاره کرد. نانوسلولز باکتریایی، نانوسلولزی است که با کمک باکتری‌ها تولید می‌شود.
نانوسلولز ماده‌ای است که با کمک فیبرهای (رگه‌های) سلولزی با بزرگی نانو تولید می‌شود نسبت طول به پهنای این رگه‌ها بسیار بالا است. پهنای معمول این رگه‌ها ۵ تا ۲۰ نانومتر است که می‌توانند طول‌های متفاوت در حد چند میکرون داشته باشند.

## کاربردها
برخی کاربردهای نانوسلولز عبارتند از:
- کاربرد به عنوان افزودنی به فیلتر تنباکو
- مقاوم‌سازی مواد رسانا
- غشاء بلندگوهای صدای بلند
- غشاءهای با شار بالا
- صفحه نمایش‌های الکترونیکی انعطاف‌پذیر
- اجزای رایانه
- خازن‌ها[۱]
- تهیهٔ زره‌های های سبک برای بدن و شیشه‌های ضدگلوله
- تهیهٔ مواد بازدارنده در برابر خوردگی[۲]
- بهبود دهنده ویسکوزیته
- غشا های دیالیز
- پارچه ی مخصوص بدون پرز[۳]

## خواص مهم
- جذب آب
- شکل پذیری
- تخلخل
- زیست تخریب پذیری سریع[۴]
- استحکام کششی
- دوام[۵]
- غیر سمی
- غیر آلرژیک[۶]

این خواص به عوامل زیادی از جمله عوامل زیر بستگی دارد:
- روش کشت
- نژاد باکتری استفاده شده در سنتز
- پیش درمان انزیمی
- تغذیه
- pH
- میزان اکسیژن رسانی[۷]

## محیط کشت
یکی از مهم ترین مسایل تولید BNC محیط کشت ان می باشد، زیرا 50% تا 80% از کل هزینه تولید را در بر می گیرد. متخصصان در حال تحقیق بر روی شناسایی ترکیب و حجم محیط کشت جدید مقرون به صرفه می باشند. انواع محیط کشت های شناسایی شده، شامل انواع پساب، زباله های کشاورزی و صنعتی و ... .استفاده از ضایعات به علت ارزان بودن و کاهش دفع زباله در محایط زیست، کمک بسزایی در راه تولید BNC می کند.برای مثال ضایعات نیشکر از جمله پسماندهایی است که در ایران ساالنه 3.4 میلیون تن تولید میشود و دفع آنها نیز برای دولت هزینه در بردارد.

## برتری سلولز باکتریایی نسبت به سلولز گیاهی
در مقایسه با سلولز گیاهی ،  BNC به صورت خالص تولید می شود. فاقد لیگنین ، پکتین و همی سلولز است. ساختار فوق العاده ریز BNC دارای ویژگی های بسیار بالایی از تبلور ، ظرفیت جذب مایعات بالاتر ، درجه بالاتری از پلیمریزاسیون ، سطح خاص بالاتر و خصوصیات مکانیکی بالاتر است که باعث می شود در بسیاری از کاربردها گزینه ای برتر از سلولز گیاه باشد. علاوه بر این ، آمادگی BNC برای اصلاح ، آن را در مقایسه با سلولز با منشا گیاهی بسیار برتر می کند. BNC می تواند در طول دوره تخمیر به گونه ای ساخته شود که لوله ها ، کره ها یا غشاها را با توجه به خواسته های کاربردی ترسیم کند. جنبه دیگر فراوانی گروه های هیدروکسیل در BNC است که عملکرد یا ترکیب آن را با سایر ترکیبات تقویت کننده ای که BNC را با خواص فیزیکی جدید، مانند فعالیت ضد میکروبی، رسانایی الکتریکی، یا حتی کامپوزیت های چند منظوره BNC تسهیل می کند. بنابراین ، بخشهای کاربردی BNC بطور مداوم در حال گسترش است ، از جمله فرآوری بیوزپستی ، کاربردهای پزشکی و دارویی ، تصفیه فاضلاب، مواد رسانای الکتریکی، بسته بندی و صنایع غذایی.